# Hymenogyne
Genre
Classification phylogénétique
Hymenogyne Haw. est un genre de plante de la famille des Aizoaceae.
Hymenogyne Haw., Revis. Pl. Succ. 74: 192 (1821)
Type : Hymenogyne glabra (Aiton) Haw. (Mesembryanthemum glabrum Aiton)

## Liste des espèces
- Hymenogyne conica L.Bolus
- Hymenogyne glabra Haw.
- Hymenogyne stephensiae N.E.Br.